# Elecciones generales de Bahamas de 2021
El 16 de septiembre de 2021 se celebraron elecciones generales en las Bahamas para elegir a los 38 miembros de la Cámara de la Asamblea.

## Sistema electoral
Los miembros de la Cámara de la Asamblea se eligen a partir de distritos electorales uninominales  mediante escrutinio mayoritario uninominal. El partido que obtiene la mayoría elige entonces al Primer Ministro, quien es designado por el Gobernador General.

## Candidatos
El 3 de febrero, el Partido Liberal Progresista reveló a sus primeros 18 candidatos. El 21 de junio de 2021, seleccionaron al resto de sus candidatos para las elecciones. El Movimiento Nacional Libre completó la ratificación de candidatos en julio de 2021.
La Alianza Democrática Nacional publicó una lista de 19 candidatos en marzo de 2021. Los nuevos partidos incluyen a la Coalición de Independientes, formada por miembros de Evolución de las Bahamas, y el Partido de la Gran Commonwealth. El presidente de la Cámara de Representantes, Halson Moultrie, formó una alianza electoral de candidatos independientes y terceros partidos.

## Resultados
Las elecciones fueron observadas por varios equipos, incluidos la Comunidad del Caribe, la Mancomunidad de Naciones y la Organización de Estados Americanos.
|                                    |                                    |         |       |       |         |             |  |  |  |
| Partido                            | Partido                            | Votos   | %     | +/-   | Escaños | +/-         |  |  |  |
|                                    | Partido Liberal Progresista        | 66 407  | 52.53 | 15.59 | 32      | 28          |  |  |  |
|                                    | Movimiento Nacional Libre          | 45 730  | 36.17 | 20.82 | 7       | 28          |  |  |  |
|                                    | Coalición de Independientes        | 8560    | 6.77  | Nuevo | 0       | Nuevo       |  |  |  |
|                                    | Alianza Democrática Nacional       | 1742    | 1.38  | 3.34  | 0       | Sin cambios |  |  |  |
|                                    | Movimiento de la Coalición Unida   | 701     | 0.55  | Nuevo | 0       | Nuevo       |  |  |  |
|                                    | Movimiento del Gobierno del Reino  | 515     | 0.41  | Nuevo | 0       | Nuevo       |  |  |  |
|                                    | Partido de la Gran Commonwealth    | 260     | 0.21  | Nuevo | 0       | Nuevo       |  |  |  |
|                                    | Movimiento del Gobierno Justo      | 61      | 0.05  | Nuevo | 0       | Nuevo       |  |  |  |
|                                    | Candidatos independientes          | 2438    | 1.93  | 1.10  | 0       | Sin cambios |  |  |  |
|                                    |                                    |         |       |       |         |             |  |  |  |
| Votos válidos                      | Votos válidos                      | 126 414 |       |       |         |             |  |  |  |
| Votos nulos y en blanco            |                                    |         |       |       |         |             |  |  |  |
| Total                              | Total                              |         |       | –     | 39      | =           |  |  |  |
| Abstención                         |                                    |         |       |       |         |             |  |  |  |
| Votantes registrados/participación | Votantes registrados/participación | 194 494 |       |       |         |             |  |  |  |

## Consecuencias
Aproximadamente dos horas después de que cerraron las urnas y comenzaron a llegar los resultados, el primer ministro Hubert Minnis admitió la derrota, luego de que los resultados mostraran que su partido, el Movimiento Nacional Libre, perdió varios escaños que ocupaba anteriormente. Desde 1997, cada elección ha tenido como resultado un cambio de gobierno. El 17 de septiembre, Philip Davis, del Partido Liberal Progresista, prestó juramento como primer ministro.